# Sleeswijk-Holsteinse kwestie

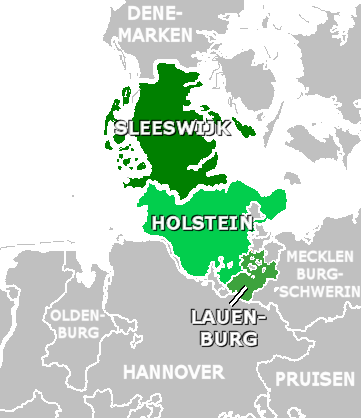
Sleeswijk, Holstein en Lauenburg in 1848

De Sleeswijk-Holsteinse kwestie was een 19e-eeuws conflict tussen de Duitse Bond en Denemarken over de status van het hertogdom Sleeswijk.
Het conflict ontstond in het kader van het opkomende nationalisme toen Duitse nationalisten het deels door Duitsers bewoonde Sleeswijk samen met het geheel Duitse Holstein tot een staat wilden verenigen, Sleeswijk-Holstein, die lid van de Duitse Bond zou worden. Tegelijkertijd trachtten Deense nationalisten het historisch Deense Sleeswijk nauwer aan de Deense kroon te verbinden. Beide hertogdommen werden in personele unie met het koninkrijk Denemarken geregeerd, terwijl Holstein sinds 1815, conform de besluiten op het Congres van Wenen, tevens tot de Duitse Bond behoorde. Sleeswijk was dus eigenlijk een leengebied in het koninkrijk Denemarken, terwijl Holstein een Duits leengebied was. Het kleine hertogdom Lauenburg behoorde sinds 1815 ook aan de Deense koning als bescheiden compensatie voor het verlies van Noorwegen. Samen vormden het koninkrijk Denemarken en de drie hertogdommen de Deense Heelstaat.
Het conflict werd ingewikkelder doordat het Deense koningshuis met de kinderloze Frederik VII (1808-1863) zou uitsterven en het opvolgingsrecht in de verschillende staten niet identiek was. Hierop maakten de hoofden van twee zijtakken van het Huis Oldenburg, de Deensgezinde Christiaan van Sleeswijk-Holstein-Sonderburg-Glücksburg (de latere koning Christiaan IX) en de Duitsgezinde Christiaan van Sleeswijk-Holstein-Sonderburg-Augustenburg, aanspraak op de hertogdommen.
In 1848 verklaarde een groep Duitsgezinden, gesteund door Pruisen, Sleeswijk-Holstein onafhankelijk van Denemarken. Hierop brak de Eerste Duits-Deense Oorlog uit, die eindigde met een Deense overwinning tegen Pruisen. In 1864 volgde de Tweede Duits-Deense Oorlog, waarin Pruisen en Oostenrijk zegevierden. Denemarken moest Sleeswijk, Holstein en Lauenburg bij de Vrede van Wenen (1864) aan Pruisen en aan Oostenrijk afstaan.
Na de Duitse nederlaag in de Eerste Wereldoorlog mocht de bevolking conform het Verdrag van Versailles per referendum bepalen bij welk land ze wilde horen. In het noordelijk deel van Sleeswijk koos een meerderheid om zich weer bij Denemarken aan te sluiten, de rest bleef bij Duitsland.

## Oorspronkelijke status van Sleeswijk en Holstein
In 811 werd in een vredesverdrag tussen Karel de Grote en de Deense koning de rivier de Eider tussen het Deense rijk en het Frankische Rijk vastgesteld. Deze grens was van oorsprong ook de taalgrens tussen het Noord-Germaanse en het West-Germaanse taalgebied, werd later ook de grens tussen Sleeswijk en Holstein en diende tot 1864 als grens tussen het Heilige Roomse Rijk en de Duitse Bond enerzijds en het Koninkrijk Denemarken anderzijds.
In de twaalfde eeuw ontwikkelden Sleeswijk en Holstein zich als zelfstandige hertogdommen. In 1386, werden de beide hertogdommen verenigd toen de Schauenburger graven Sleeswijk als Deens leengebied kregen.
Vanaf dit moment vestigden zich steeds meer Duitsers in Denemarken, vooral in Sleeswijk. Hierbij ontstonden steeds meer Duitse taalenclaves, vooral in koopsteden als Ribe, Fredericia, Tønder, Helsingør en Kopenhagen. Duitsers die zich in Denemarken en Sleeswijk vestigden waren met name kooplui en leden van de adel uit Holstein. Langzaam werd de Deense aristocratie vervangen door Duitstalige edelen. Hierdoor kregen Sleeswijk en Holstein steeds nauwere economische en culturele betrekkingen.
In 1460, nadat de Schauenburgse lijn was uitgestorven, koos de ridderstand uit Sleeswijk en Holstein de Deense koning Christiaan I als leenheer van de beide hertogdommen. Daarbij beloofde hij dat se bliwen ewich tosamende ungedelt (dat zij eeuwig ongedeeld samen zouden blijven). In het Verdrag van Ribe werd de onscheidbaarheid van de twee hertogdommen vastgelegd. De Deense koning werd hertog van zowel Sleeswijk als Holstein. Sleeswijk werd een leengebied in het koninkrijk Denemarken, terwijl Holstein verder tot het Heilige Roomse Rijk bleef behoren.
Na het Verdrag van Ribe werden Sleeswijk en Holstein meerdere malen gescheiden, maar na 1773 kwamen de beide hertogdommen weer onder de heerschappij van de Deense koning. Tijdens het Congres van Wenen werden Holstein en Lauenburg (maar zonder Sleeswijk) tot leden van de Duitse Bond verklaard. Lauenburg, Sleeswijk, Holstein en de rest van Denemarken vormden samen een personele unie. Dit bleef zo tot 1864.
Volgens een Deense volkstelling uit 1860 woonden er ongeveer één miljoen van de 2,6 miljoen burgers van de personele unie in de hertogdommen, en de hertogdommen maakten in oppervlakte ongeveer een derde (19.000 van 58.000km2) van de gehele unie uit. Verder wordt er geschat dat er toen ongeveer 500.000 tot 600.000 Duitsers of Duitstaligen woonden.

## Taalkundige situatie
Vanaf 1200 ontwikkelde de Duitstalige bovenlaag zich tot een grote politieke en sociale macht in Denemarken. Duits werd de taal van het bestuur, de ambtenaren, het hof en het leger en ook gedeeltelijk van het maatschappelijke leven. Tegelijkertijd gaven veel Denen uit het midden en zuiden van Sleeswijk hun Deense dialect op, omdat het weinig status had en omdat zij zich economisch meer op Holstein en Noord-Duitsland dan op Kopenhagen richtten. Het gevolg was dat de Deens-Duitse taalgrens, die eerst bij de Eider lag, steeds meer naar het noorden schoof en dat het Duits veel invloed kreeg op het Deens.

## Patriottisme in Denemarken
Eeuwenlang leefden Duitsers en Denen in vrede naast elkaar. De meeste inwoners van de hertogdommen voelden zich noch Deens noch Duits en veel inwoners van Sleeswijk waren tweetalig. Dit veranderde na de reformatie toen er een patriottische taalbeweging in Denemarken kwam. Langzaam ontstond er een bewustzijn van de eigen taal waarbij de volkstaal steeds meer als uitdrukking van de eigen nationaliteit werd beschouwd. Deense taalwetenschappers spraken hun ergernis uit over de Deens-Duitse mengtaal die toen vaak te horen was. In de achttiende eeuw begon men voor het eerst kritiek te leveren op vreemden en dat waren toen vooral Duitsers. De houding van de Denen tegenover de Duitse adel werd steeds vijandiger. Om de positie van het Deens te beschermen liet koning Frederik VI in 1807 alle wetten van het land in twee talen verkondigen; bovendien eiste hij dat alle ambtenaren ook over kennis van het Deens moesten beschikken.

## Nationalisme in Sleeswijk-Holstein
Aan het begin van de negentiende eeuw ontstonden er in Europa nieuwe nationalistische stromingen. Deze stromingen sloegen ook over naar Denemarken, Sleeswijk-Holstein en de Duitse Bond.
In 1815 werd het zogenaamde Schleswig-Holsteinismus voor het eerst geformuleerd door professor Friedrich Christoff Dahlmann aan de universiteit van Kiel. Het idee van het Schleswig-Holsteinismus was dat Sleeswijk en Holstein een eenheid vormden, dat de hertogdommen zelfstandig zouden moeten zijn ten opzichte van Denemarken en dat ze zich zouden moeten aansluiten bij de Duitse Bond. Hierbij werd teruggegrepen op het Verdrag van Ribe. Vijftien jaar later, in 1830, gaf Uwe Jens Lornsen het schrift Über das Verfassungswerk in Schleswigholstein uit. Hierin stelde hij voor dat Sleeswijk en Holstein een eigen regering en grondwet zouden moeten krijgen, dat de hertogdommen vanuit Kiel in plaats van Kopenhagen zouden moeten worden bestuurd en dat Duits de bestuurstaal zou moeten worden. De tamelijk conservatieve Frederik VI vreesde een ondermijning van zijn macht en liet Lornsen arresteren.
Toch wilde de koning hervormingen doorvoeren. Daarom liet hij in 1834 vier raadgevende Statenvergaderingen invoeren: een voor Holstein en Lauenburg, een voor Sleeswijk, een voor Jutland en een voor Funen en Seeland. Bovendien kregen Sleeswijk en Holstein een gemeenschappelijke regering in Kiel om de samenhang van de beide hertogdommen te benadrukken. De nieuwe Statenvergaderingen kregen nauwelijks politieke macht en slechts 2% van de bevolking had stemrecht, maar de koning wilde laten zien dat alle gebieden van de Deense personele unie gelijkwaardig waren.

## Nationalisme in Denemarken
Al snel kwamen op het schrift van Lornsen reacties vanuit Deense zijde. Professor Christian Paulsen uit Flensburg schreef in 1832 het boek Über Volkstümlichkeit und Staatsrecht des Herzogthums Schleswig waarin in de historische banden van Sleeswijk met Denemarken benadrukte en uitlegde dat het onrechtvaardig zou zijn als Duits als bestuurstaal zou worden ingevoerd, omdat de taal van Noord-Sleeswijk nog steeds Deens was. Hiermee begon de Deense beweging, die al snel steun kreeg van de nationaalgezinde liberalen uit Kopenhagen. Deze liberalen zagen hoe de verschillende Duitstalige landen zich verenigden; dit voorbeeld wilden zij graag volgen en zij droomden van een aansluiting bij Zweden en Noorwegen. (Deze politieke stroming wordt ook wel Scandinavisme genoemd en is een soort tegenhanger van het Pangermanisme). Als zo’n aansluiting gerealiseerd zou worden, zou Sleeswijk een probleem vormen, omdat hier de taalgrenzen niet meer zo duidelijk waren. De nationaalliberalen beweerden dat Denemarken aanspraak maakte op Sleeswijk. Daarbij beriepen zij zich op de eeuwenlange relatie tussen Denemarken en Sleeswijk en op de historische Eidergrens uit 811, daarom worden ze ook wel Eiderdenen genoemd.

## Toenemende confrontaties
In de jaren 30 van de 19e eeuw kregen de Eiderdenen steeds meer te zeggen in de Deense politiek. Onder invloed van de Deense beweging werd in 1840 een nieuwe taalwet ingevoerd; deze bepaalde dat Deens de bestuurstaal zou worden in die gebieden in Noord-Sleeswijk waar Deens ook de taal van de kerk en de scholen was. In 1842 kwam het tot openlijke confrontaties in de Statenvergadering van Sleeswijk, omdat een kruidenier, Peter Hiort Lorenzen, aanhanger van de Deense beweging, een toespraak hield in het Deens, hoewel hij beter Duits dan Deens sprak. Duitstaligen keurden zijn toespraak af, omdat deze in het Deens was en daarna boycotten ze zijn kruidenierszaak. Deze gebeurtenis wordt gezien als een belangrijke breuk in de verhouding tussen Deens- en Duitstaligen in Sleeswijk.
In de jaren 1840 gingen de twee partijen in Sleeswijk zich steeds meer organiseren om zoveel mogelijk aanhangers te krijgen. Daarbij gebruikten ze beide dezelfde soorten propagandamiddelen en nationale symbolen. Beide partijen richtten hun eigen verenigingen op, gaven hun eigen tijdschriften uit en organiseerden allerlei bijeenkomsten. Aanhangers van het Schleswig-Holsteinismus waren vooral edelen uit de hogere klassen en de rijkere boeren; zij vreesden voor aansluiting met het economische zwakkere Jutland. Aanhanger van de Deense beweging kwamen met name uit de lagere klasse en de middenklasse, toch bereikten de twee partijen een groot gedeelte van de bevolking niet.
De confrontaties bereikten een hoogtepunt toen de Deense koning Christiaan VIII in 1846 een open brief schreef, waarin hij de door hem gewenste troonopvolging beschreef. Met deze brief probeerde hij het uiteenvallen van de Deense personele unie te voorkomen, omdat hij voorzag dat zijn zoon, de latere koning Frederik VII (die al 40 jaar was) kinderloos zou blijven en dat de mannelijke lijn van troonopvolgers zou uitsterven. Ook verklaarde hij de aanspraak van de hertog van Augustenburg in de hertogdommen ongeldig. Deze brief veroorzaakte een golf van protesten in de gehele Duitse Bond, vooral in het zuidwesten.

## Sleeswijk-Holstein verklaart zich onafhankelijk
In het revolutiejaar 1848 brak in veel Duitse staten de Maartrevolutie uit. De uitwerking hiervan sloeg ook over naar Denemarken. Daarom beloofde de nieuwe Deense koning Frederik VII een nieuwe grondwet uit te schrijven. Duitsgezinden uit Sleeswijk-Holstein vreesden echter dat de Eiderdenen hierbij veel invloed zouden krijgen en dat Sleeswijk in het koninkrijk zou worden ingelijfd.
Duitsgezinde vertegenwoordigers van de Statenvergaderingen van Sleeswijk en Holstein besloten op 18 maart 1848 een deputatie naar de Deense koning te sturen met de ultimatieve eis dat de hertogdommen een eigen vrije grondwet zouden krijgen; deze grondwet zou onder andere aansluiting van Sleeswijk in de Duitse Bond behelzen. Op 20 maart 1848 begonnen gegoede burgers in Kopenhagen te demonstreren, omdat men het bericht van de Statenvergadering interpreteerde alsof er een opstand uitgebroken was in de hertogdommen. De demonstranten in Kopenhagen eisten een nieuwe regering. De koning stemde hiermee in. Er kwam een nieuwe Deense regering; hierin kwamen meerdere Eiderdenen die de inlijving van Sleeswijk eisten. De deputatie uit Sleeswijk en Holstein kwam op 22 maart in Kopenhagen aan, net op het moment dat de koning had toegezegd om Sleeswijk in te lijven in het Deense koninkrijk.
Op 23 maart vormde een groepering Duitsgezinden uit Sleeswijk-Holstein een eigen provisorische regering onder leiding van Wilhelm Beselers. Deze regering met onder meer Christiaan, zijn zoon Frederik en zijn broer Frederik verklaarde zich onafhankelijk van Denemarken. Deze Duitsgezinde groepering voelde zich gesterkt door de Maartrevolutie in Berlijn en Wenen; bovendien had Frederik Willem IV van Pruisen te kennen gegeven op te komen voor de zelfstandigheid van Sleeswijk-Holstein.

## Opstand van 1848 en Eerste Sleeswijkse Oorlog
Na de onfhankelijkheidsverklaring brak een burgeroorlog uit, en Pruisen kwam de Duitse Sleeswijk-Holsteiners te hulp. In deze Eerste Duits-Deense Oorlog werd Denemarken echter gesteund door het Verenigd Koninkrijk, Zweden en Rusland. Deze grootmachten dwongen Pruisen in de Conventie van Londen (1852) Sleeswijk en Holstein weer aan Denemarken af te staan en de hertog van Augustenburg bij de troonopvolging van Christiaan van Glücksburg in Denemarken niet tegen te werken. De conventie verplichtte Denemarken wel de hertogdommen als zelfstandige eenheden onder de Deense kroon te behandelen. Deze status quo werd ingewikkeld omdat het koninkrijk sinds 1849 een constitutionele monarchie was, terwijl in de hertogdommen nog absolutisme gold. De gezamenlijke regering van de Deense heelstaat, de rijksraad, moest dus twee politieke systemen verenigen. Door de onenigheid tussen Deense liberalen en Holsteinse edelen werd de bestuursarbeid moeilijk. In Denemarken werd soms gevreesd dat de Deense verbinding met Holstein tot Duitse inmenging niet alleen in Sleeswijk, maar ook in het eigenlijke Denemarken, zou leiden.
Frederik VII stierf in 1863 en werd opgevolgd door Christiaan van Glücksburg. De zoon van Christiaan van Augustenburg, Frederik, riep zichzelf hierop als Frederik VIII uit tot hertog van Sleeswijk en Holstein, tegen het akkoord van 1852. Hij werd als zodanig door verschillende Duitse staten erkend.
Christiaan IX verenigde Sleeswijk in november 1863 echter, in strijd met de Conventie van Londen, met Denemarken door een nieuwe gemeenschappelijke grondwet voor Denemarken en Sleeswijk te ondertekenen. De grondwet hield wel rekening met een zelfstandige landdag voor het hertogdom Sleeswijk, maar voor de gemeenschappelijke aangelegenheden was een gezamenlijke raad voorzien, zonder Holstein.

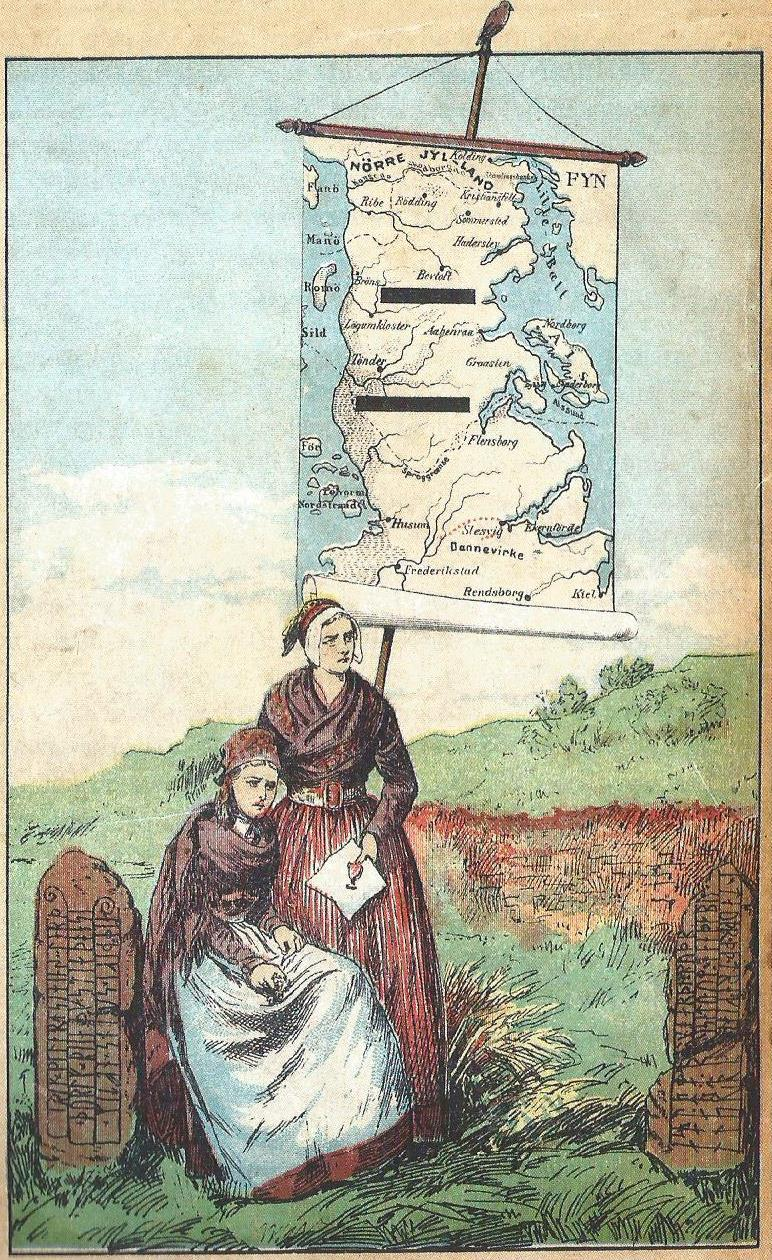
Deense protesttekening tegen de schrapping van Deense plaatsnamen door het Pruisisch bestuur.

## Tweede Sleeswijkse Oorlog
Op machtiging van de Duitse Bond bezette Pruisen (onder Bismarck) zonder verzet Holstein in december 1863. Op 16 januari 1864 eiste Pruisen dat de nieuwe grondwet voor Denemarken en Sleeswijk binnen 48 uur moest worden opgeheven. Na het verstrijken van dit ultimatum drongen Pruisische en Oostenrijkse troepen over de grens naar Sleeswijk (de Eider) en de Tweede Duits-Deense Oorlog was begonnen. Denemarken hoopte nog eens op steun van de grootmachten, maar Pruisen en Oostenrijk zegevierden. Denemarken moest Sleeswijk, Holstein en Lauenburg in de Vrede van Wenen (1864) afstaan.
Oostenrijk en Pruisen bestuurden de drie hertogdommen vooralsnog gezamenlijk. Spanningen tussen de twee machten over het gezamenlijke bestuur leidden in 1865 tot het Verdrag van Gastein, waarin werd bepaald dat Holstein onder Oostenrijks en Sleeswijk en Lauenburg onder Pruisisch bestuur kwamen. De Duitse Bond en "Frederik VIII" van Augustenburg hadden het nakijken, en de Duitse Sleeswijk-Holsteiners zagen hun droom van een verenigde Sleeswijk-Holsteinse staat in rook opgaan.
De voortdurende wrijvingen leidden in 1866 tot de Pruisisch-Oostenrijkse Oorlog, die in werkelijkheid om de hegemonie in Duitsland draaide. Na de Pruisische overwinning hierin bepaalde de Vrede van Praag (23 augustus 1866) dat de beide hertogdommen aan Pruisen toekwamen, dat ze samenvoegde tot de provincie Sleeswijk-Holstein binnen de Pruisische staat.